# Pro League 2011-2012
La Jupiler Pro League 2011-2012 è stata la 109ª edizione del massimo campionato di calcio del Belgio, per il 18º anno consecutivo sponsorizzato dalla Jupiler. La stagione è iniziata il 29 luglio 2011 ed è terminata il 24 maggio 2012. Il Genk era la squadra campione in carica. Il campionato è stato vinto con due giornate di anticipo dall'Anderlecht, al suo 31º titolo.

## Stagione

### Novità
Lo Charleroi era retrocesso in Tweede klasse dopo aver perso lo spareggio salvezza contro l'Eupen. L'Eupen, a sua volta, era retrocesso dopo essersi piazzato all'ultimo posto dei play-off promozione di Tweede klasse.

Erano stati promossi l'Oud-Heverlee Leuven, primo classificato nella Tweede klasse, e il Mons, vincitore dei play-off promozione.

### Regolamento
Le 16 squadre partecipanti si sono affrontate in un girone di andata e ritorno, per un totale di 30 giornate.

Le prime 6 classificate hanno partecipato ai play-off scudetto, affrontandosi in un girone di andata e ritorno di 10 giornate. Le squadre sono partite con la metà dei punti conquistati nella stagione regolare, arrotondata per eccesso. La squadra campione del Belgio e la seconda classificata si sono qualificate rispettivamente per la fase a gironi e per il terzo turno di qualificazione della UEFA Champions League 2012-2013. La terza classificata si è qualificata per il terzo turno di qualificazione della UEFA Europa League 2012-2013.

Le squadre classificate dal 7º al 14º posto hanno partecipato ai play-off per l'Europa League. Le squadre sono state divise in due gironi di 4, con partite di andata e ritorno per un totale di 6 giornate. Le vincenti dei due gironi si sono poi affrontate in partite di andata e ritorno. La squadra vincente ha affrontato quindi la quarta classificata dei play-off scudetto in un test match con partite di andata e ritorno. La vincente del test match si è qualificata per il secondo turno di qualificazione della UEFA Europa League 2012-2013.

Le ultime due classificate si sono affrontate in una serie di 5 partite, con la squadra meglio piazzata che è partita con 3 punti di bonus e che avrebbe giocato in casa l'eventuale bella. La perdente è retrocessa in Tweede klasse, mentre la vincente ha giocato i play-off promozione con le squadre piazzate dal secondo al quarto posto della Tweede klasse. I play-off promozione prevedevano un girone di andata e ritorno, per un totale di 6 giornate. La prima classificata ha ottenuto il diritto di partecipare alla Pro League 2012-2013.

## Squadre partecipanti
| Club           | Città        | Stadio                         | Posizione 2010-2011                    |
| -------------- | ------------ | ------------------------------ | -------------------------------------- |
| Anderlecht     | Anderlecht   | Constant Vanden Stock Stadium  | 3º posto                               |
| Beerschot      | Anversa      | Anversa                        | 11º posto                              |
| Cercle Bruges  | Bruges       | Stadio Jan Breydel             | 8º posto                               |
| Club Bruges    | Bruges       | Stadio Jan Breydel             | 2º posto                               |
| Genk           | Genk         | Cristal Arena                  | Campione del Belgio                    |
| Gent           | Gand         | Jules Ottenstadion             | 5º posto                               |
| Kortrijk       | Courtrai     | Stadio Guldensporen            | 13º posto                              |
| Lierse         | Lier         | Herman Vanderpoortenstadion    | 9º posto                               |
| Lokeren        | Lokeren      | Daknamstadion                  | 6º posto                               |
| Malines        | Malines      | Argosstadion Achter de Kazerne | 11º posto                              |
| Mons           | Mons         | Stadio Charles Tondreau        | 1º posto nei play-off di Tweede klasse |
| OH Lovanio     | Lovanio      | Den Dreef                      | 1º posto in Tweede klasse              |
| Sint-Truiden   | Sint-Truiden | Staaienveld                    | 13º posto                              |
| Standard Liegi | Liegi        | Sclessin Stadion               | 4º posto                               |
| Westerlo       | Westerlo     | Het Kuipje                     | 7º posto                               |
| Zulte Waregem  | Waregem      | Regenboogstadion               | 9º posto                               |

## Stagione regolare

### Classifica
|  | Pos. | Squadra        | Pt | G  | V  | N  | P  | GF | GS | DR  |
|  | ---- | -------------- | -- | -- | -- | -- | -- | -- | -- | --- |
|  | 1.   | Anderlecht     | 67 | 30 | 20 | 7  | 3  | 61 | 26 | +35 |
|  | 2.   | Club Bruges    | 61 | 30 | 19 | 4  | 7  | 51 | 32 | +19 |
|  | 3.   | Gent           | 56 | 30 | 17 | 5  | 8  | 63 | 35 | +28 |
|  | 4.   | Standard Liegi | 51 | 30 | 14 | 9  | 7  | 43 | 33 | +10 |
|  | 5.   | Genk           | 46 | 30 | 13 | 7  | 10 | 60 | 44 | +16 |
|  | 6.   | Kortrijk       | 46 | 30 | 13 | 7  | 10 | 39 | 36 | +3  |
|  | 7.   | Cercle Bruges  | 46 | 30 | 13 | 7  | 10 | 36 | 37 | -1  |
|  | 8.   | Lokeren        | 44 | 30 | 11 | 11 | 8  | 48 | 40 | +8  |
|  | 9.   | Malines        | 37 | 30 | 10 | 7  | 13 | 40 | 50 | -10 |
|  | 10.  | Mons           | 36 | 30 | 9  | 9  | 12 | 50 | 55 | -5  |
|  | 11.  | Beerschot      | 36 | 30 | 9  | 9  | 12 | 45 | 51 | -6  |
|  | 12.  | Lierse         | 31 | 30 | 6  | 13 | 11 | 24 | 36 | -12 |
|  | 13.  | Zulte Waregem  | 30 | 30 | 6  | 12 | 12 | 32 | 38 | -6  |
|  | 14.  | OH Lovanio     | 29 | 30 | 7  | 8  | 15 | 38 | 58 | -20 |
|  | 15.  | Westerlo       | 20 | 30 | 5  | 5  | 20 | 29 | 59 | -30 |
|  | 16.  | Sint-Truiden   | 19 | 30 | 3  | 10 | 17 | 32 | 61 | -29 |

Legenda:

      Ammesse ai play-off scudetto

      Ammesse ai play-off Europa League

      Ammesse allo spareggio salvezza

### Risultati
|               | And  | Ber  | CeB  | ClB  | Gnk  | Gnt  | Kor  | Lie  | Lok  | Mec  | Mon  | OHL  | STr  | Sta  | Wes  | ZWa  |
| ------------- | ---- | ---- | ---- | ---- | ---- | ---- | ---- | ---- | ---- | ---- | ---- | ---- | ---- | ---- | ---- | ---- |
| Anderlecht    | –––– | 3-2  | 4-0  | 3-0  | 4-2  | 3-1  | 2-0  | 4-0  | 3-2  | 3-1  | 2-2  | 0-0  | 3-1  | 5-0  | 3-1  | 2-1  |
| Beerschot     | 0-0  | –––– | 4-0  | 1-1  | 2-0  | 2-2  | 0-1  | 0-0  | 2-2  | 2-2  | 2-0  | 2-1  | 3-2  | 1-1  | 3-1  | 2-0  |
| Cercle Bruges | 1-0  | 2-1  | –––– | 1-2  | 3-2  | 0-1  | 1-2  | 0-0  | 1-1  | 1-0  | 1-1  | 2-0  | 2-2  | 0-1  | 3-1  | 1-0  |
| Club Bruges   | 1-1  | 5-1  | 1-0  | –––– | 4-5  | 2-0  | 2-1  | 1-0  | 3-0  | 0-1  | 2-1  | 1-0  | 1-0  | 1-0  | 5-0  | 1-0  |
| Genk          | 0-1  | 3-1  | 4-2  | 3-0  | –––– | 3-1  | 2-2  | 4-0  | 0-1  | 0-0  | 2-0  | 5-0  | 2-1  | 3-0  | 3-0  | 2-2  |
| Gent          | 0-1  | 0-1  | 0-1  | 1-3  | 2-0  | –––– | 3-1  | 1-0  | 3-1  | 6-2  | 2-0  | 6-1  | 6-0  | 3-1  | 3-1  | 0-0  |
| Kortrijk      | 0-1  | 2-0  | 2-0  | 2-1  | 3-2  | 0-4  | –––– | 1-1  | 2-5  | 1-0  | 2-2  | 2-0  | 4-0  | 2-0  | 1-0  | 0-0  |
| Lierse        | 0-0  | 1-1  | 2-2  | 0-1  | 0-0  | 2-1  | 2-0  | –––– | 1-1  | 2-2  | 1-1  | 3-1  | 0-2  | 0-2  | 0-0  | 2-1  |
| Lokeren       | 0-1  | 1-1  | 1-0  | 1-2  | 3-1  | 1-1  | 1-4  | 2-0  | –––– | 3-2  | 3-1  | 0-1  | 0-0  | 1-1  | 4-0  | 0-0  |
| Mechelen      | 2-1  | 2-1  | 1-2  | 1-2  | 3-2  | 0-2  | 0-0  | 2-1  | 0-2  | –––– | 4-1  | 2-2  | 2-1  | 1-2  | 1-0  | 1-1  |
| Mons          | 1-1  | 4-2  | 0-2  | 0-2  | 1-2  | 1-1  | 3-1  | 2-1  | 3-3  | 5-1  | –––– | 2-2  | 4-2  | 1-1  | 2-1  | 3-1  |
| OH Leuven     | 2-1  | 3-2  | 2-3  | 3-1  | 1-1  | 2-3  | 0-2  | 0-0  | 1-1  | 1-2  | 3-1  | –––– | 3-1  | 1-3  | 1-1  | 2-2  |
| Sint-Truiden  | 2-2  | 2-4  | 0-1  | 3-3  | 3-4  | 3-4  | 0-0  | 1-1  | 0-2  | 0-0  | 2-3  | 2-1  | –––– | 1-1  | 0-3  | 1-0  |
| Standard      | 1-2  | 6-1  | 0-0  | 2-1  | 0-0  | 0-0  | 3-1  | 2-0  | 3-1  | 3-2  | 2-1  | 4-0  | 0-0  | –––– | 1-0  | 1-0  |
| Westerlo      | 1-2  | 3-1  | 1-3  | 0-1  | 3-2  | 2-3  | 0-0  | 0-2  | 2-4  | 1-3  | 2-1  | 1-3  | 2-0  | 0-0  | –––– | 1-1  |
| Zulte Waregem | 2-3  | 1-0  | 1-1  | 1-1  | 1-1  | 1-3  | 1-0  | 1-2  | 1-1  | 2-0  | 2-3  | 2-1  | 0-0  | 4-2  | 3-1  | –––– |

## Play-off scudetto

### Classifica
|                   | Pos. | Squadra        | Pt | G  | V | N | P | GF | GS | DR |
| ----------------- | ---- | -------------- | -- | -- | - | - | - | -- | -- | -- |
| Belgio (bandiera) | 1.   | Anderlecht     | 52 | 10 | 5 | 3 | 2 | 16 | 8  | +8 |
|                   | 2.   | Club Bruges    | 48 | 10 | 5 | 2 | 3 | 14 | 11 | +3 |
|                   | 3.   | Genk           | 41 | 10 | 6 | 0 | 4 | 19 | 19 | 0  |
|                   | 4.   | Gent           | 40 | 10 | 4 | 0 | 6 | 16 | 16 | 0  |
|                   | 5.   | Standard Liegi | 35 | 10 | 2 | 3 | 5 | 10 | 17 | -7 |
|                   | 6.   | Kortrijk       | 34 | 10 | 3 | 2 | 5 | 16 | 20 | -4 |

Legenda:

      Campione del Belgio e ammessa alla UEFA Champions League 2012-2013

      Ammessa alla UEFA Champions League 2012-2013

      Ammessa alla UEFA Europa League 2012-2013

      Ammessa al test-match per l'Europa League

### Risultati
|             | And  | ClB  | Gnk  | Gnt  | Kor  | Sta  |
| ----------- | ---- | ---- | ---- | ---- | ---- | ---- |
| Anderlecht  | –––– | 1-1  | 1-3  | 1-0  | 1-1  | 3-0  |
| Club Bruges | 0-1  | –––– | 2-0  | 1-0  | 3-2  | 2-0  |
| Genk        | 0-4  | 1-2  | –––– | 2-0  | 2-0  | 3-2  |
| Gent        | 1-4  | 2-1  | 3-1  | –––– | 2-3  | 3-0  |
| Kortrijk    | 2-0  | 3-1  | 3-4  | 1-4  | –––– | 1-1  |
| Standard    | 0-0  | 1-1  | 2-3  | 2-1  | 2-0  | –––– |

## Play-off Europa League

### Girone A

#### Classifica
|  | Pos. | Squadra       | Pt | G | V | N | P | GF | GS | DR |
|  | ---- | ------------- | -- | - | - | - | - | -- | -- | -- |
|  | 1.   | Cercle Bruges | 11 | 6 | 3 | 2 | 1 | 16 | 10 | +6 |
|  | 2.   | OH Lovanio    | 10 | 6 | 3 | 1 | 2 | 15 | 14 | +1 |
|  | 3.   | Lierse        | 7  | 6 | 1 | 4 | 1 | 7  | 7  | 0  |
|  | 4.   | Malines       | 4  | 6 | 1 | 1 | 4 | 7  | 14 | -7 |

Legenda:

      Ammessa allo spareggio Europa League

#### Risultati
|               | CeB  | Lie  | Mec  | OHL  |
| ------------- | ---- | ---- | ---- | ---- |
| Cercle Bruges | –––– | 0-0  | 3-1  | 6-4  |
| Lierse        | 2-2  | –––– | 2-1  | 1-2  |
| Mechelen      | 0-3  | 1-1  | –––– | 2-1  |
| OH Leuven     | 3-2  | 1-1  | 4-2  | –––– |

### Girone B

#### Classifica
|  | Pos. | Squadra       | Pt | G | V | N | P | GF | GS | DR |
|  | ---- | ------------- | -- | - | - | - | - | -- | -- | -- |
|  | 1.   | Mons          | 11 | 6 | 3 | 2 | 1 | 8  | 4  | +4 |
|  | 2.   | Zulte Waregem | 8  | 6 | 2 | 2 | 2 | 7  | 8  | -1 |
|  | 3.   | Beerschot     | 7  | 6 | 2 | 1 | 3 | 9  | 10 | -1 |
|  | 4.   | Lokeren       | 6  | 6 | 1 | 3 | 2 | 9  | 11 | -2 |

Legenda:

      Ammessa alla UEFA Europa League 2012-2013

      Ammessa allo spareggio Europa League

#### Risultati
|               | Bee  | Lok  | Mon  | ZWa  |
| ------------- | ---- | ---- | ---- | ---- |
| Beerschot     | –––– | 4-1  | 1-1  | 3-1  |
| Lokeren       | 3-1  | –––– | 1-2  | 1-1  |
| Mons          | 2-0  | 1-1  | –––– | 0-1  |
| Zulte Waregem | 2-0  | 2-2  | 0-2  | –––– |

### Finale
| Squadra 1 | Totale | Squadra 2     | Andata | Ritorno |
| --------- | ------ | ------------- | ------ | ------- |
| Mons      | 2 – 4  | Cercle Bruges | 0 – 1  | 2 – 3   |

| Arbitro: | Tim Pots |

|  |           |          |
|  | Marcatori | 59’ Rudy |

| Arbitro: | Serge Gumienny |

|                                       |           |                         |
| Van Eenoo 54’ Mertens 74’ Gombami 85’ | Marcatori | 20’ Jarju 90’ de Belder |

## Test match per l'Europa League
| Squadra 1     | Totale | Squadra 2 | Andata | Ritorno |
| ------------- | ------ | --------- | ------ | ------- |
| Cercle Bruges | 2 – 7  | Gent      | 1 – 5  | 1 – 2   |

| Arbitro: | Luc Wouters |

|                    |           |                                                                                         |
| Honour Gombami 40’ | Marcatori | 14’ Rémi Maréval 16’ Elimane Coulibaly 50’ Yassine El Ghanassy 66’ 83’ Jesper Jørgensen |

| Arbitro: | Johan Verbist |

|               |           |           |
| Mboyo 33’ 76’ | Marcatori | 9’ Dompig |

Gent qualificato per il secondo turno preliminare dell'Europa League 2012-2013.

## Spareggio salvezza

### Classifica
|  | Pos. | Squadra      | Pt | G | V | N | P | GF | GS | DR |
|  | ---- | ------------ | -- | - | - | - | - | -- | -- | -- |
|  | 1.   | Westerlo     | 12 | 4 | 3 | 0 | 1 | 12 | 6  | +6 |
|  | 2.   | Sint-Truiden | 3  | 4 | 1 | 0 | 3 | 6  | 12 | -6 |

Legenda:

      Ammessa ai play-off promozione

      Retrocessa in Tweede klasse

### Risultati
| Squadra 1 | Squadra 2    | Gara 1 | Gara 2 | Gara 3 | Gara 4 | Gara 5 |
| --------- | ------------ | ------ | ------ | ------ | ------ | ------ |
| Westerlo  | Sint-Truiden | 3 – 2  | 1 – 3  | 4 – 0  | 4 – 1  |        |

## Play-off promozione

### Classifica
|  | Pos. | Squadra          | Pt | G | V | N | P | GF | GS | DR  |
|  | ---- | ---------------- | -- | - | - | - | - | -- | -- | --- |
|  | 1.   | Waasland-Beveren | 16 | 6 | 5 | 1 | 0 | 14 | 5  | +9  |
|  | 2.   | Eupen            | 10 | 6 | 3 | 1 | 2 | 8  | 7  | +1  |
|  | 3.   | Westerlo         | 5  | 6 | 1 | 2 | 3 | 9  | 9  | 0   |
|  | 4.   | Ostenda          | 2  | 6 | 0 | 2 | 4 | 4  | 14 | -10 |

Legenda:

      Promossa in Pro League 2012-2013

      Retrocessa in Tweede klasse 2012-2013

### Risultati
|                  | Eup  | Ost  | Waa  | Wes  |
| ---------------- | ---- | ---- | ---- | ---- |
| Eupen            | –––– | 1-0  | 1-2  | 2-1  |
| Ostenda          | 1-3  | –––– | 1-1  | 0-0  |
| Waasland-Beveren | 2-0  | 4-1  | –––– | 3-1  |
| Westerlo         | 1-1  | 5-1  | 1-2  | –––– |

## Classifica marcatori
| Gol |  |  | Giocatore           | Squadra        |
| --- |  |  | ------------------- | -------------- |
| 25  |  |  | Jérémy Perbet       | Mons           |
| 16  |  |  | Jelle Vossen        | Genk           |
| 15  |  |  | Julien Gorius       | Malines        |
| 14  |  |  | Dieumerci Mbokani   | Anderlecht     |
| 14  |  |  | Joseph Akpala       | Club Bruges    |
| 13  |  |  | Christian Benteke   | Genk           |
| 13  |  |  | Hernán Losada       | Beerschot      |
| 12  |  |  | Benjamin De Ceulaer | Lokeren        |
| 12  |  |  | Guillaume Gillet    | Anderlecht     |
| 11  |  |  | Reza Ghoochannejhad | Sint-Truiden   |
| 11  |  |  | Mohammed Tchité     | Standard Liegi |
| 11  |  |  | Matías Suárez       | Anderlecht     |

## Verdetti
- Campione del Belgio: Anderlecht
- In UEFA Champions League 2012-2013: Anderlecht Club Bruges (al terzo turno di qualificazione)
- In UEFA Europa League 2012-2013: Lokeren (al turno di play-off), Genk (al terzo turno di qualificazione), Gent (al secondo turno di qualificazione)
- Retrocesse in Tweede klasse: Sint-Truiden Westerlo